# David Alfaro Siqueiros
José de Jesús Alfaro Siqueiros, més conegut com a David Alfaro Siqueiros (Ciutat de Mèxic;29 de desembre de 1896 – Cuernavaca; 6 de gener de 1974), va ser un pintor i militar mexicà. És considerat un dels tres exponents del muralisme mexicà juntament amb Diego Rivera i José Clemente Orozco.
Va lluitar com a voluntari a la Guerra Civil Espanyola. Arribà a Espanya el gener de 1937 procedent dels Estats Units d'Amèrica. No pertanyia a les Brigades Internacionals, però va comandar diverses Divisions i Brigades.

## Obra[calcitació]
La seva obra s'emmarca en el grup de pintors i muralistes mexicans, juntament amb Diego Rivera i José Clemente Orozco. Aquests muralistes expressionistes mexicans anticiparen les tendències neorrepresentatives o neoicòniques que es donaren cap al 1960.
Les seves pintures al fresc en exteriors es dedicaren a temes revolucionaris i socials, per a inspirar a les classes baixes.
El 1966 fou guardonat amb el Premi Lenin de la Pau entre els pobles.

## Estil[calcitació]
La seva forma de pintar és esquemàtica. Siqueiros intentava trobar un dinamisme en la figura per crear moviment. Sempre buscava teories per a experimentar en elles.
Una de les formes en les quals Siqueiros creava moviment era pintar amb diverses línies, a manera d'esbós. Normalment, aquestes traces són negres i gruixuts.
En el Porfirisme a la Revolució, Siqueiros va posar a provar una de les seves teories on va haver de pintar als guerrillers en una paret transversal de tal manera que des del centre, es veiés un grup com si només fos una paret i no tres.
Són pintures plenes de color, representen figures amb emocions intenses, com en El martírio de Cuauhtémoc.